# Fresno de Cantespino
Fresno de Cantespino er en by og kommune i det centrale Spanien i provinsen Segovia. Den har et indbyggertal på 288 (2024) indbyggere.